# Bezzia nigrofasciata
Bezzia nigrofasciata är en tvåvingeart som beskrevs av Tokunaga 1959. Bezzia nigrofasciata ingår i släktet Bezzia och familjen svidknott. Inga underarter finns listade i Catalogue of Life.